# Jennifer Simons
Jennifer Geerlings-Simons (Paramaribo, 5 de setembro de 1953) é uma médica e política surinamesa. Ela serve como a 11.ª presidente do Suriname desde 16 de julho de 2025, sendo a primeira mulher a ocupar o cargo. Membro do Partido Nacional Democrático (NDP), ela ocupa o cargo de presidente do partido desde 2024.
Nascida em Paramaribo, Simons graduou-se em medicina pela Universidade Anton de Kom em 1979. Em 1984, ingressou no Ministério da Saúde e trabalhou como médica até 2001. Em 1996, ingressou na política e foi eleita para a Assembleia Nacional nas eleições gerais. Logo após as eleições gerais de 2010, Simons foi eleita presidente da Assembleia Nacional de 2010 a 2020, tornando-se a segunda mulher a ocupar esse cargo.
Em julho de 2024, Simons tornou-se presidente do Partido Nacional Democrático após a renúncia de Dési Bouterse. No ano seguinte, em maio de 2025, ela levou o partido a uma vitória apertada nas eleições gerais realizadas em 25 de maio. Simons foi posteriormente eleita presidente em 6 de julho de 2025, tornando-se a primeira mulher presidente na história do país.

## Primeiro anos e educação
Simons cresceu em Paramaribo, como o mais velho de quatro filhos. Ela cursou medicina na Universidade Anton de Kom, onde obteve seu doutorado em 1979. Depois de viajar para os Países Baixos para se especializar, ela voltou a praticar no Suriname. Seu primeiro posto foi como médica rural em Onverwacht, no distrito de Pará, uma conexão que ela mais tarde mencionou em suas campanhas políticas.
Em 1983, Simons trabalhou brevemente no Hospital Acadêmico de Paramaribo, antes de se transferir para a Departamento de Dermatologia. Ela permaneceu neste cargo até 2002. Durante esse período, ela também criou o Programa Nacional de HIV/AIDS no Suriname.

## Início na política local

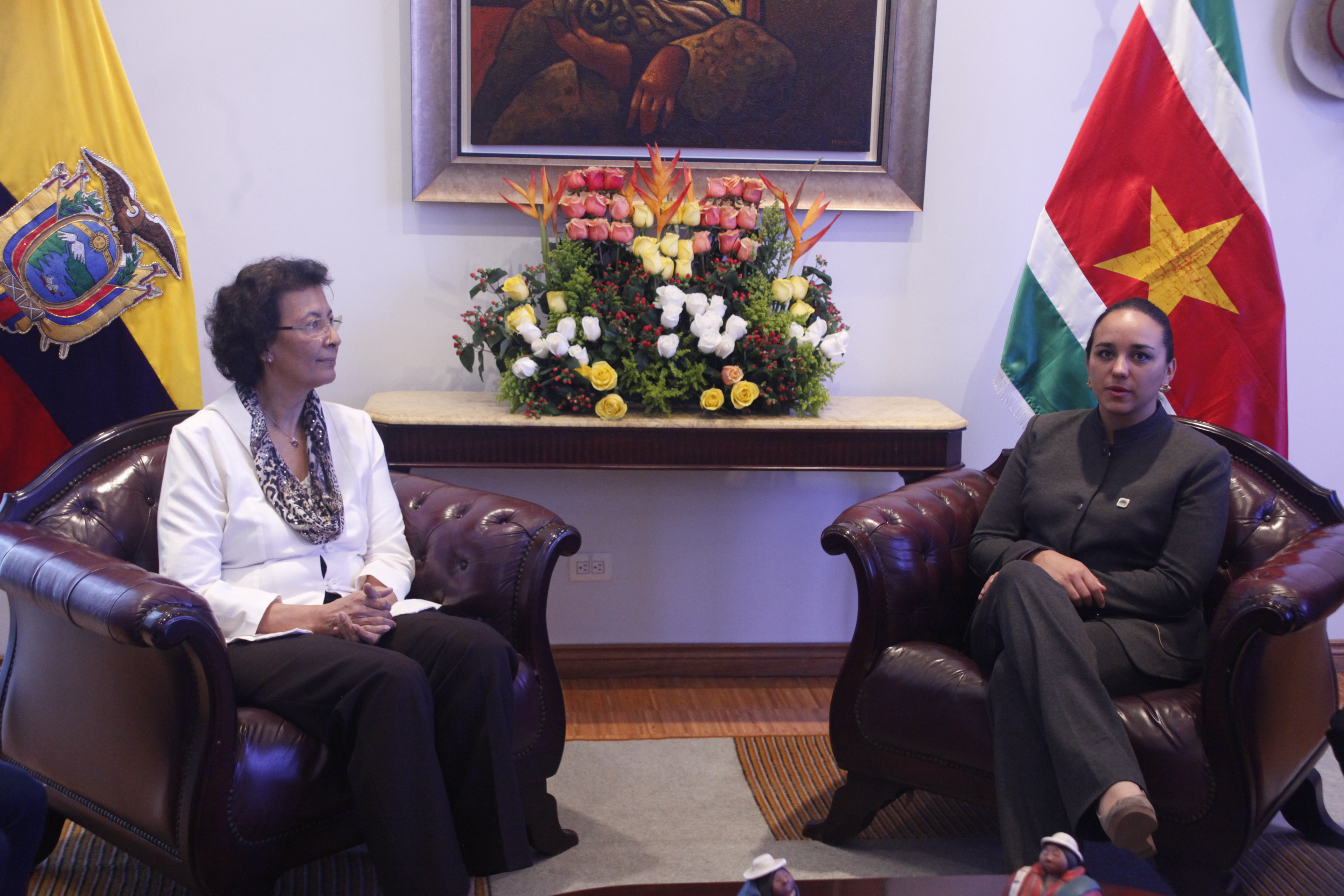
Simons (esquerda) em reunião com sua homóloga Gabriela Rivadeneira, presidente da Assembleia Nacional do Equador, em 2015.

Simons foi eleita pela primeira vez como membro da Assembleia Nacional em 1996, representando o distrito de Paramaribo. Ela atuou como uma das vice-presidentes do Partido Nacional Democrático, fundado por Dési Bouterse. Foi líder da fração parlamentar de 2000 a 2006.[carece de fontes?]
No dia 30 de junho de 2010, ela foi eleita presidente da Assembleia Nacional do Suriname com 26 dos 50 votos. Simons é a segunda mulher presidente do Parlamento do Suriname. Ela foi reeleita em 30 de junho de 2015.
Em 8 de abril de 2020, a Lei da Condição Excepcional COVID-19 (Estado de Emergência) foi aprovada pela Assembleia Nacional para combater a pandemia do coronavírus. Simons foi nomeada para liderar a Equipe Parlamentar de Gestão de Crise da COVID-19.
Em 13 de julho de 2024, sucedeu Dési Bouterse como a líder do Partido Nacional Democrático.

## Eleição
O Partido Democrático Nacional (NDP), fundado pelo ex-presidente Desi Bouterse, venceu a eleição parlamentar geral de 25 de maio de 2025, superando o VHP, partido do então presidente em exercício Chan Santokhi.
O NDP – até então o maior partido de oposição – liderado por Jennifer Simons, formou uma ampla aliança política com todos os demais partidos menores do Suriname (exceto o VHP), o que tornou suficiente para alcançar a maioria de 2/3 da Assembleia Nacional, exigida pela constituição surinamesa para eleger um novo presidente.
Em 6 de julho de 2025, em uma votação sem concorrentes diretos, devido à desistência de Santokhi em tentar um segundo mandato, Simons foi eleita a primeira mulher presidente na história do Suriname, desde que o país se tornou independente dos Países Baixos em 1975. Simons fez uma parceria com Gregory Rusland para ser seu vice-presidente e ambos tomaram posse no dia 16 de julho em um centro esportivo na capital Paramaribo.

## Presidência do Suriname (2025-2030)
Em 2024, ela se tornou a líder do Partido Democrata Nacional e, em julho de 2025, ela foi eleita a primeira presidente mulher da história do Suriname, assumindo o cargo em 16 de julho do mesmo ano.
Jennifer Simons concedeu sua primeira coletiva de imprensa logo após sua posse em 16 de julho. Ela destacou a importância das relações bilaterais do Suriname com os países vizinhos. Confirmou projetos de integração com a Guiana, reconheceu os esforços de aproximação e parceria estratégia com o Brasil e destacou preocupações com as recentes tensões entre Venezuela e Guiana sobre a disputa territorial por Essequibo. Simons pediu que se mantenha o diálogo e a paz na região para a estabilidade da América do Sul.

## Vida pessoal
Simons casou-se em 1981 com Glenn Geerlings, com quem teve três filhos. Seu filho mais velho morreu em 2015.